# Contea di Rappahannock
La contea di Rappahannock (in inglese Rappahannock County) è una contea dello Stato della Virginia, negli Stati Uniti. La popolazione al censimento del 2000 era di 6 983 abitanti. Il capoluogo di contea è Washington.